# Moskauer Kammeroper

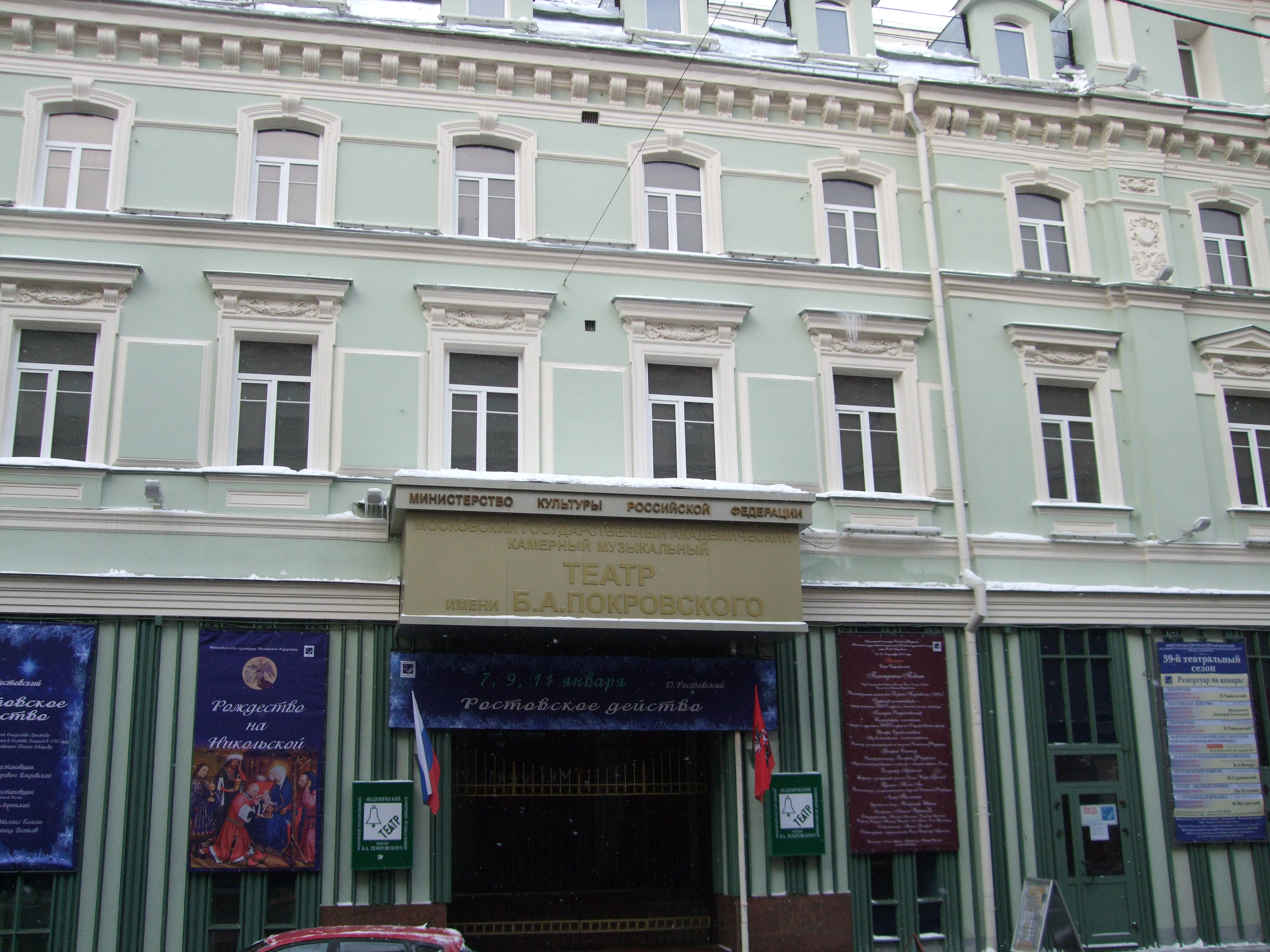
Moskauer Pokrowski-Oper 2011

Die Moskauer Staatliche Akademische Kammeroper (Московский государственный академический Камерный музыкальный театр имени Б. А. Покровского) ist ein seit 1972 bestehendes Musiktheater in Moskau. Das Opernensemble und das Opernhaus war auch unter der Bezeichnung „Pokrowski-Oper“ bekannt. 2018 wurde die Kammeroper ganz vom Bolschoi-Theater übernommen.

## Geschichte
Das Musiktheater wurde 1971 von dem Regisseur Boris Alexandrowitsch Pokrowski gegründet. Sein Ziel war es, selten gezeigte, weniger bekannte und moderne Opern mit einem mobilen Kammerensemble zur Aufführung zu bringen. 1972 startete das Ensemble, zunächst ohne eigene Räumlichkeiten, unter der Leitung Pokrowskis  mit der ersten Opernproduktion, Rodion Schtschedrins Nicht nur Liebe (Не только любовь), im Stanislawski- und Nemirowitsch-Dantschenko-Musiktheater.
Die Kammeroper bekam 1974 ein eigenes Domizil und spielte fortan in einem 200 Plätze fassenden Kellerraum eines Gebäudes nahe der U-Bahn-Station Sokol. Neben Pokrowski, dem Gründer und Chefregisseur, übernahm im selben Jahr der Dirigent Gennadi Roschdestwenski die musikalische Leitung der Kammeroper, die er bis 1985 innehatte. Die Produktion von Schostakowitschs Oper Die Nase am 12. September 1974 unter Pokrowski und Roschdestwenski, die erste Aufführung der Oper seit 1930, wurde zu einem vielbeachteten Erfolg, sie galt viele Jahre als „Visitenkarte“ der Moskauer Kammeroper.
1997 bezog die Kammeroper, inzwischen mit dem Status „akademisch“ ausgezeichnet, neue Räumlichkeiten im früheren Restaurant „Slawischer Basar“ an der Nikolskaja 17. 2009, nach dem Tod Pokrowskis, wurde das Musiktheater offiziell nach seinem Gründer und langjährigen Leiter benannt. Sein Nachfolger als Chefregisseur wurde Michail Kisljarow (2010–2017). Als musikalischer Leiter amtierte erneut Gennadi Roschdestwenski (2012–2018).
2018 wurde die Moskauer Kammeroper vom Bolschoi-Theater übernommen und firmiert seither als Pokrowski-Kammerbühne.

## Repertoire
- 18. November 2017 – Kalevi Aho: Frida y Diego
- 13. Juni 2017 – Gioachino Rossini: Il turco in Italia
- 8. März 2017 – Wolfgang Amadeus Mozart: La clemenza di Tito
- 17. Dezember 2016 – Christoph Willibald Gluck: Orfeo ed Euridice
- 1. Juli 2016 – Richard Strauss: Ariadne auf Naxos
- 15. April 2016 – Nikolai Rimski-Korsakow: Servilia
- 26. Juni 2013 – Carl Maria von Weber/Gustav Mahler: Die drei Pintos
- 15. Dezember 2012 – Pjotr Tschaikowski: Danilow
- 1. Oktober 2012 – Wladimir Kobekin: Cholstomer
- 6. Juni 2012 – Wladimir Rubin: Alices Album
- 29. Mai 2012 – Wladimir Kobekin: Capriccio in Schwarz und Weiß
- 25. November 2011 – Wolfgang Amadeus Mozart: Idomeneo
- 9. Oktober 2011 – Waleri Gawrilin: Russisches Notizbuch
- 20. September 2011 – Francis Poulenc: La voix humaine
- 8. September 2011 – Albert Lortzing: Zar und Zimmermann
- 17. Dezember 2010 – Igor Strawinsky: The Rake’s Progress
- 8. September 2010 – Giovanni Battista Pergolesi, Igor Strawinsky: Ein Vertrag für Pulcinella mit einem Orchester oder Außenseiter sind erlaubt
- 29. April 2010 – Nikolai Sidelnikow: Laufen
- 23. Januar 2010 – Wolfgang Amadeus Mozart: Don Giovanni
- 6. März 2009 – Wladimir Rebikow: Dworjanskoje Gnesdo
- 22. Mai 2009 – Georg Philipp Telemann: Pimpinone
- 22. Mai 2009 – Mikael Tariwerdijew: Erwartung
- 31. Oktober 2009 – Wolfgang Amadeus Mozart: Così fan tutte
- 4. Dezember 2009 – Sergei Cortes: Jubiläum, Der Bär
- 22. März 2008 – Tatjana Kamyschewa: Die Abenteuer von Cipollino
- 28. November 2008 – Pjotr Tschaikowski: Pantöffelchen
- 21. Dezember 2007 – Wladimir Daschkewitsch: Der Revisor
- 17. Februar 2006 – Schirwani Tschalajew: Bluthochzeit
- 24. März 2006 – Dmitri Schostakowitsch: Das goldene Zeitalter
- 28. Mai 2005 – Otto Nicolai: Die lustigen Weiber von Windsor
- 24. September 2004 – Wolfgang Amadeus Mozart: Die Zauberflöte
- 27. Januar 2002 – Giacomo Puccini: Il tabarro und Gianni Schicchi
- 3. November 2002 – Georg Friedrich Händel: Giulio Cesare
- 1. März 2001 – Wolfgang Amadeus Mozart: Le nozze di Figaro
- 14. Juni 2000 – Modest Mussorgski: Der Jahrmarkt von Sorotschinzy
- 3. Dezember 1989 – Sergei Prokofjew: Prokofieff für Kinder
- 17. Oktober 1998 – Claudio Monteverdi: L’incoronazione di Poppea
- 19. Dezember 1991 – Mieczysław Weinberg: Der Idiot (Kurzfassung)
- 30. Juni 1982 – Dimitri Rostowski: The Rostov Mystery
- 6. April 1979 – Benjamin Britten: Let’s Make an Opera
- 12. September 1974 – Dmitri Schostakowitsch: Die Nase